# Le Roi des bons

Le Roi des bons est un conte de littérature d'enfance et de jeunesse écrit par Henriette Bichonnier, illustré par Pierre Elie Ferrier dit Pef, publié en 1985 dans la collection Folio Benjamin des éditions Gallimard.

## Le héros
Le Roi Léon qui se trouve si beau qu'il ne supporte pas la concurrence en matière de beauté. Les étudiants en littérature pour la jeunesse y ont vu un rapport avec la méchante reine de Blanche-Neige, ce qui n'est pas totalement faux.

## Les personnages
- les soldats
- le valet Alfred
- les habitants du pays
- Epouvantine, le bébé

## L'histoire
Le Roi Léon ayant interdit par décret que quiconque soit plus beau que lui, les habitants du royaume font leur possible pour s'enlaidir. Si bien que personne ne peut plus séduire personne et que personne n'épouse plus personne. Il n'y a donc plus d'enfants dans le royaume. Mais un jour, un homme et une femme bravent l'interdit, et de leur union naît un bébé qu'on appelle Épouvantine pour faire plaisir au roi. Malheureusement, la petite fille est si jolie que le roi ordonne sa mise à mort.

## Distinctions
- Prix Bernard Versele 1987 : mention 5-8 ans[1]

## Exploitation pédagogique
L'ouvrage est recommandé par la Direction des programmes d'études en formation générale des jeunes du ministère de l'éducation canadien.

## Adaptations
- en ballet, avec les chorégraphes invités au sein de la compagnie Dominique Bagouet : Le Roi des bons, d'après le texte d'Henriette Bichonnier, adaptation chorégraphique de Bernard Glandier, 1989, Montpellier[3]. Repris pour la Compagnie Alentours de Bernard Glandier, présenté notamment avec la danseuse Agnès de Lagausie pour la reprise du Roi des bons en 1991, puis au Théâtre 71 de Malakoff, 1996-1997, et dans toute la France et à l'étranger. La chorégraphie de Bernard Glandier est reprise par Sylvie Giron et la compagnie Balades en 2011[4]. Tournée notamment à la Maison de la danse de Lyon en novembre 2011, l'Opéra national de Bordeaux et la Scène nationale de Sénart en 2012.
- en marionnettes : 1990 à 1993 par la compagnie Arketal de Mougins. Tournées dans toute la France et dans les festivals pour la jeunesse.